# Ключи-Булак
Ключи́-Була́к — село в Братском районе Иркутской области России.
Административный центр Ключи-Булакского муниципального образования.
Село расположено на берегу залива Ия Братского водохранилища.
По данным Всероссийской переписи населения 2010 года, в селе Ключи-Булак проживает 1387 человек (646 мужчин и 741 женщина).
В селе есть дом культуры, библиотека, средняя общеобразовательная школа. В 2002 году был открыт храм Архангела Михаила.